# Leucosolenia ventosa
Leucosolenia ventosa är en svampdjursart som beskrevs av Hozawa 1940. Leucosolenia ventosa ingår i släktet Leucosolenia och familjen Leucosoleniidae.
Artens utbredningsområde är havet kring Japan. Inga underarter finns listade i Catalogue of Life.